# Born in the U.S.A. (brano musicale)
Born in the U.S.A. è una canzone di Bruce Springsteen tratta dall'omonimo album e pubblicata nel singolo Born in the U.S.A./Shut Out the Light nell'ottobre del 1984. È uno dei brani più famosi che abbia realizzato, nonché un pezzo celebre rock.
La canzone è stata inserita alla posizione numero 275 nella lista delle 500 migliori canzoni secondo Rolling Stone e nel 2001 la RIAA l'ha inclusa al 59º posto tra le 365 canzoni del secolo.

## Storia
Inizialmente la canzone venne intitolata dall'autore Vietnam e fu scritta nel 1981 per un film che Paul Schrader aveva intenzione di realizzare intitolato Born in the U.S.A.; il film poi non venne realizzato e Springsteen, dopo aver cambiato il titolo al brano, decide di utilizzarla per l'album Nebraska.
Il brano però non venne incluso nel disco (questa versione acustica sarà pubblicata solo nel 1998 in Tracks), e Springsteen la riregistrò con tutta la E Street Band per pubblicarla nel 1984 sull'album Born in the U.S.A..
Alla fine del 1984, il singolo di Born in the U.S.A. ebbe un enorme successo, raggiungendo il nono posto nella Billboard Hot 100 e il quinto posto nel Regno Unito.

## Argomento trattato
La canzone tratta degli effetti della guerra del Vietnam sugli statunitensi, sebbene sia spesso interpretato come un tema patriottico, fraintendendo così il significato. Il presidente repubblicano Ronald Reagan volle utilizzare la canzone per la sua campagna elettorale, ma Springsteen rifiutò.
È in parte un tributo agli amici di Springsteen che combatterono nella guerra, alcuni dei quali non tornarono.
In generale la canzone parla delle sue umili origini, di come venga mandato in guerra e del suo ritorno in patria. Inoltre è presente una parte che descrive la tragica morte del fratello del protagonista, morto nell'assedio di Khe Sanh, nonostante quest'ultimo abbia riguardato l'Armata popolare vietnamita e non i Viet Cong come viene detto nel brano. Alla fine gli Americani prevalsero nell'assedio, solo per poi ritirarsi dall'avamposto pochi mesi dopo, e quindi l'assedio divenne il simbolo della futilità di tutto lo sforzo compiuto dai soldati americani durante la guerra; ciò infatti viene denunciato nella strofa:
(Bruce Springsteen, Born in the U.S.A.)
Nel testo del brano vi è alla fine dell'ultima strofa una citazione di alcuni versi del brano Nowhere to run di Martha & The Vandellas del 1965, nei versi Nowhere to run, nowhere to go, che era ascoltata dai soldati americani in Vietnam e che fu poi inserita due anni dopo nella colonna sonora del film Good Morning, Vietnam.

## Accoglienza
Al momento dell'uscita del brano, ci furono pareri contrastanti e fraintendimenti: George Will, commentatore del Washington Post, dopo aver assistito a un concerto di Springsteen su invito di Max Weinberg, scrisse un articolo interpretando il brano in senso conservatore e filoreaganiano. Lo stesso Ronald Reagan, in un discorso tenuto nel New Jersey poco dopo l'uscita dell'articolo, citò il brano con la stessa interpretazione.
Proprio per rendere più comprensibile il contenuto del testo Springsteen a partire dal concerto del Bridge Benefit del 1986 iniziò ad eseguire il brano dal vivo in versione acustica.

## Ristampe
Nel 1985 Born in the U.S.A. venne ristampata in un EP da 12" (Columbia 44-05147) in tre versioni diverse (The Freedom Mix, Dub e Radio Mix) rimixate da Arthur Baker

## Cover
- Stanley Clarke, 1985